# 메틸코발라민
메틸코발라민(영어: methylcobalamin, MeCbl)은 비타민 B12의 한 형태인 코발라민이다. 메코발라민(영어: mecobalamin) 또는 MeB12라고도 한다. 메틸코발라민은 코발트의 사이아노기가 메틸기로 치환되었다는 점에서 사이아노코발라민과 다르다. 메틸코발라민은 팔면체의 코발트(III) 중심을 특징으로 하며 밝은 빨간색 결정으로 얻을 수 있다. 배위화학의 관점에서 메틸코발라민은 금속-알킬 결합을 포함하는 화합물의 드문 예로서 주목할 만하다. 니켈-메틸 중간생성물은 메테인 생성의 마지막 단계를 위해 제안되었다.
메틸코발라민은 생리학적으로 비타민 B12와 동등하며, 비타민 B12의 섭취 부족(비타민 B12 결핍)으로 인한 병리를 예방하거나 치료하는 데 사용할 수 있다.
메틸코발라민은 말초신경병증, 당뇨병성신경병증의 치료 및 근위축성 측삭경화증의 예비 치료에도 사용된다.
섭취된 메틸코발라민은 보조 인자로 직접 사용되지 않지만, 먼저 MMACHC에 의해 cob(II)alamin으로 전환된다. cob(II)alamin은 나중에 보조 인자로 사용되기 위해 두 가지 다른 형태인 아데노실코발라민과 메틸코발라민으로 전환된다. 즉, 메틸코발라민은 먼저 탈알킬화된 다음 재생된다.
어떤 출처에 따르면 비타민 B12의 결핍은 메틸코발라민 단독이 아닌 하이드록소코발라민이나 사이아노코발라민이나 아데노실코발라민과 메틸코발라민의 조합으로 치료하는 것이 중요하다.

## 생산
메틸코발라민은 사이아노코발라민을 알칼리 용액에서 수소화 붕소 나트륨과 함께 환원시킨 다음 아이오딘화 메틸을 첨가하여 실험실에서 생산할 수 있다.
|  |

## 기능
이 바타머는 비타민 B12 의존 효소가 사용하는 두 가지 활성 조효소 중 하나이며, 메티오닌 생성효소라고도 알려진 5-메틸테트라하이드로폴산-호모시스테인 메틸기전이효소(MTR)가 사용하는 특정 비타민 B12의 형태이다.
메틸코발라민은 우드-융달 경로에 참여하는 데, 우드-융달 경로는 일부 생물이 유기 화합물의 공급원으로 이산화 탄소를 사용하는 대사 경로이다. 우드-융달 경로에서 메틸코발라민은 일산화 탄소(이산화 탄소로부터 유도됨)와 결합하여 아세틸-CoA를 제공하는 메틸기를 생성한다. 아세틸-CoA는 생물이 필요로 하는 더 복잡한 분자로 전환될 수 있는 아세트산의 유도체이다.
메틸코발라민은 일부 세균에 의해 생성된다. 메틸코발라민은 환경에서 중요한 역할을한다. 환경에서 메틸코발라민은 특정 중금속의 메틸화를 담당한다. 예를 들어 높은 독성의 메틸수은은 메틸코발라민의 작용에 의해 생성된다. 이 과정에서 메틸코발라민은 "CH3+"의 공급원 역할을 한다.
코발라민의 결핍은 거대적혈모구빈혈 및 척수의 아급성 연합변성을 유발할 수 있다.

## 같이 보기
- 아데노실코발라민
- 사이아노코발라민
- 하이드록소코발라민
- 비타민 B12
- 코발라민 생합성